# Zoisov krožek
Zoisov krožek je bil skupina kranjskih izobražencev, ki so se po letu 1780 začeli zbirati v Zoisovi hiši na Bregu v Ljubljani. Delovali so v duhu razsvetljenstva. 
Ustanovitelj je bil Žiga Zois. Zoisov krožek so tvorili:
- Jurij Vega
- Anton Janša
- Gabriel Gruber
- Jurij Japelj,
- Jernej Kopitar,
- Blaž Kumerdej,
- Valentin Vodnik,
- Anton Tomaž Linhart
- Marko Pohlin